# Estación de Astorga
Astorga, también denominada Astorga-Puerta de Rey o Astorga-Norte, es una estación de ferrocarril  situada en el municipio español de Astorga, en la provincia de León. Se ubica en el barrio de Puerta de Rey, al noreste del centro urbano. Dispone de tráfico de Larga y Media Distancia operados por Renfe. Cumple también funciones logísticas.

## Situación ferroviaria
La estación, situada a 846 metros de altitud, forma parte del trazado de las siguientes líneas férreas:
- Línea férrea de ancho ibérico León-La Coruña, punto kilométrico 174,4, entre las estaciones de Nistal y Otero de Escarpizo.[2]
- Línea férrea de ancho ibérico La Bañeza-Astorga, punto kilométrico 21,8.[2]

Antiguamente, Astorga formó parte de la línea de ancho ibérico Plasencia-Astorga, punto kilomérico 347,5.

## Historia
El ferrocarril llegó a Astorga el 16 de febrero de 1866 con la puesta en marcha del tramo León-Astorga de la línea que pretendía unir Palencia con La Coruña. Fue construida por la Compañía de los Ferrocarriles del Noroeste de España entre los años 1863 y 1883. La estación de Astorga fue un punto importante de la línea entre 1866 y 1868 porque se convirtió en estación terminal hasta que las obras del ferrocarril avanzarán hacia Galicia con la apertura del tramo hasta Brañuelas. En 1878, apremiada por el Estado para que concluyera sus proyectos en marcha Noroeste se declaró en quiebra tras un intento de fusión con MZOV que no prosperó. Fue entonces cuando la estación pasó a manos de la Compañía de los Ferrocarriles de Asturias, Galicia y León creada para continuar con las obras iniciadas por Noroeste y gestionar sus líneas. Sin embargo la situación financiera de esta última también se volvió rápidamente delicada siendo absorbida por Norte en 1885.
En el año 1896 la estación se convirtió en un nudo ferroviario importante del noroeste de España, ya que se inauguró la línea Plasencia-Astorga y se construyó la estación de clasificación de mercancías, Astorga-San Andrés, donde las primeras industrias de la ciudad pudieron exportar alimentos y otros productos hacia el sur (vía Plasencia) y hacia Galicia y el resto del norte (vía Monforte y León). Durante la primera mitad del siglo XX gracias a la estación de clasificación de mercancías los productos como el cereal de la comarca o la remolacha del Órbigo se exportaron mediante el ferrocarril.
En 1985 la línea Plasencia-Empalme - Astorga fue cerrada por el gobierno de España debido a que fue calificada una línea deficitaria como otras líneas importantes de aquella época. Tras el cierre de la línea se cerró la estación de clasificación y se redujo la importancia que tenía la estación.
Desde el 31 de diciembre de 2004 Renfe Operadora explota la línea mientras que Adif es la titular de las instalaciones ferroviarias.

## La estación

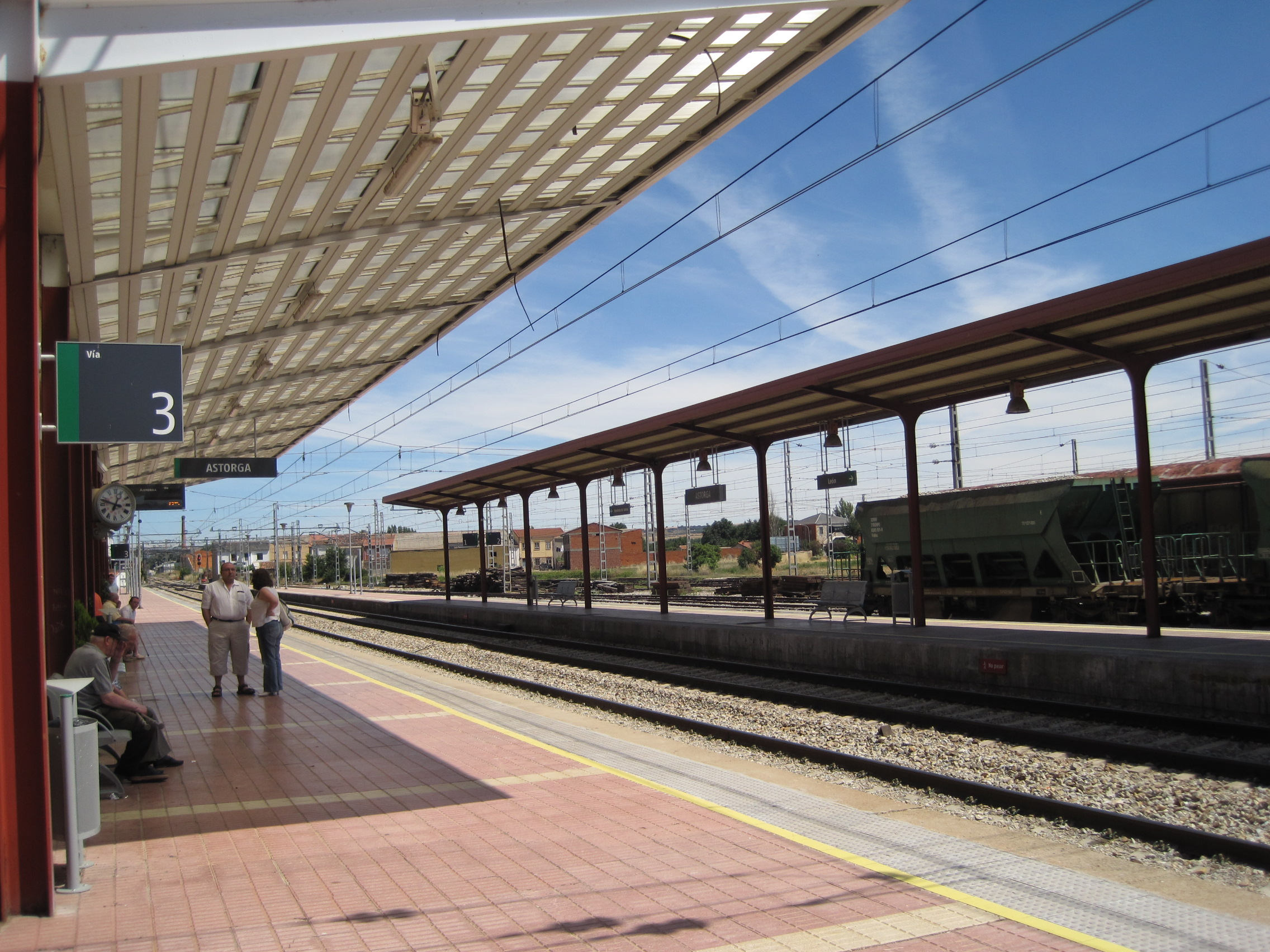
Marquesina y andenes de la estación.

Se encuentra al este de la ciudad. Cuenta con un edificio de viajeros formado por un cuerpo central de dos plantas y dos pequeños anexos laterales de planta baja. El conjunto está cubierto por varios tejados de dos vertientes de teja cerámica. Todos los vanos de la planta baja están adornados con arcos de medio punto mientras que los del piso superior están adintelados. En total el recinto posee dos andenes, uno lateral y otro central, ambos cubierto y 15 vías. Al andén lateral accede la vía 3, mientras que al central lo hacen las vías 1 y 2. En paralelo a las mencionadas se sitúan las vías 4, 6, 8, 10, 12, 14 y 16, siendo esta última la más alejada del edificio principal. Quedan otras cuatro vías, todas ellas en toperas que finalizan su recorrido en los laterales del edificio, la 17 lo hace en el costado dirección Ponferrada, mientras que las vías 7, 9, 11 y 13 lo hacen en el costado opuesto dirección León. 
La estación posee sala de espera, venta de billetes, aseos, cafetería y un aparcamiento exterior.

## Servicios ferroviarios

### Larga Distancia
Astorga dispone de tráfico ferroviario de Larga Distancia con trenes que conectan la ciudad con destinos como Galicia y Cataluña. Existe un Alvia que la une con Barcelona y Vigo, y otro Alvia que conecta Astorga con Barcelona y  La Coruña.
También ha recuperado desde diciembre de 2022 el servicio directo con Madrid-Chamartin mediante un Intercity diario por sentido.

### Media Distancia
Los servicios de Media Distancia de Renfe que tienen parada en la estación enlazan Astorga con las ciudades de León, Orense, Vigo, Monforte de Lemos y Ponferrada.